# Jon Fisher

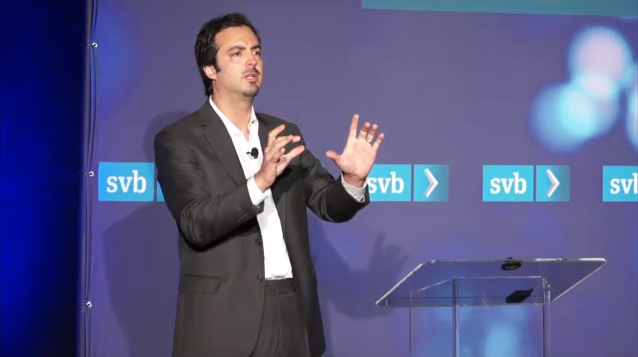
Jon Fisher

Jon Fisher (Stanford, Californië, 19 januari 1972) is een Amerikaanse Silicon Valley ondernemer, auteur en economische analist. Fisher was medeoprichter en Chief Executive Officer van Bharosa, een bedrijf van Oracle Corporation dat de Oracle Adaptive Access Manager voortbracht. Fisher staat erom bekend dat hij bijzonder nauwkeurige voorspellingen doet over de Amerikaanse economie, vooral als het gaat om werkloosheidscijfers. Fisher is een adjunct-professor aan de Universiteit van San Francisco en zijn boek Strategic Entrepreneurism: Shattering the Start-Up Entrepreneurial Myths is verplichte kost voor het MBA programma op verschillende scholen zoals die van de Haas School of Business van de Universiteit van Californië, Berkeley. Het boek is ook een van de drie boeken die door de Ohio Tech Angels voor hun project werd uitgekozen. In dit project worden timing en strategieën bestudeerd die komen kijken bij de verkoop van bedrijven, vooral degenen die worden gefinancierd door angel investors.

## Jeugd en onderwijs
Fisher werd geboren in het Stanford Hospital als kind van de twee professoren Gerald en Anita Fisher. Hij doorliep de Nueva School en de Crystal Springs Uplands School. Daarna studeerde hij aan Vassar College voordat hij afstudeerde aan de Universiteit van San Francisco. Fisher trouwde in 2002 met Darla Kincheloe Fisher, eigenaresse van Koze kledingboutiques. Hun dochter werd in 2010 geboren.

## Zakelijke carrière
In 1994 was Fisher medeoprichter en Chief Executive Officer van AutoReach, tegenwoordig een bedrijf van AutoNation. In 1998 begon hij zijn eigen bedrijf, NetClerk, de online construction permit. Netclerk werd in 2002 als vermogensbestanddeel verkocht aan BidClerk. Na het mislukken van NetClerk begon Fisher samen te werken met beroemdheden van de documentaire Startup.com, waaronder Kaleil Isaza Tuzman, om ondernemers te helpen bij het herstructureren en afbouwen van hun bedrijven. In 2004 was Fisher de medeoprichter en Chief Executive Officer van Bharosa, dat in 2007 door de Oracle Corporation werd aangekocht. Op 20 juli 2010 werd aangekondigd dat Fisher de CEO zou worden van Predilect, een nieuw bedrijf in online veiligheid. Op 17 november 2010 werd aangekondigd dat Fisher als CEO van CrowdOptic ging werken, het resultaat van een wijziging in het technologische - en zakelijke model van Predilect. Bruce Sterling van Wired Magazine schreef over CrowdOptic het volgende, "Ik heb nog nooit een woord fictie of non-fictie gelezen dat zelfs maar suggereerde dat zo’n technologie tot de mogelijkheden zou kunnen behoren.”
Fisher is actief geweest als spreker op verschillende universiteiten en technologieforums.

## Accurate voorspellingen
Fisher geeft in 2008 een toespraak op Marquette University.
Fisher zegt dat de daling in de bouw van huizen een goede indicator is van de richting waarin de werkloosheidscijfers zich gaan bewegen. Hij schrijft: “Al eerder zagen we dat wanneer de regering minder huizen laat bouwen, de werkloosheid het jaar daarop stijgt”, en concludeerde daarop dat hij gelooft dat er een lineair verband bestaat tussen nationale volkshuisvesting en nationale werkloosheid in tijden van ernstige recessie. Fisher maakte hierna, toen hij in april 2008 op Marquette University sprak, een van de meest accurate werkloosheidsvoorspellingen in de geschiedenis van Amerika toen hij voorspelde dat de werkloosheid in Amerika zou gaan stijgen tot 9% in april 2009.
In augustus 2009, bij de Commonwealth Club of California, voorspelde Fisher dat de Amerikaanse werkloosheid niet boven de 10.4% zou komen voordat deze tegen het einde van 2010 weer zou gaan dalen tot 8.0%. Fisher zei dat het huishouden van consumenten het centrum van de Amerikaanse en internationale economieën kan zijn, waarmee hij tegen de these ‘The World Is Flat’ van Thomas Friedman in gaat. Fisher is een uitgesproken criticus van de reddingsplannen van het Ministerie van Financiën en heeft eerder gezegd dat er “verschillende herstructureringstechnieken bekend zijn in de zakenwereld, waarvan er geen enkele door de regering wordt gebruikt." Fisher schreef echter ook dat "ondernemerschap niet gebruikt zou moeten worden om het veiligheidsnet af te slanken."
In een interview op IE Radio in maart 2010 maakte Fisher de correcte voorspelling van het moment dat in de Verenigde Staten in 2011 het plafond van de schuldencrisis bereikt zou worden.

## Patenten
Fisher is mede-uitvinder van 4 uitgegeven patenten en 14 patenten die nog in de wacht staan: 7.908.645 7.822.990, 7.616.764,26 en 7.596.701; de patenten hebben betrekking op online data encriptie en veiligheid alsmede mobiele diensten.

## Onderscheidingen
- American City Business Journals Forty Under 40 (2006)[24]
- Ernst & Young Entrepreneur Of The Year, Emerging Category (2007)[25]

## Filantropie
Fisher heeft in de raad van bestuur gezeten van de Nueva School in Hillsborough, CA en was lid van hun belangrijkste campagneteam van 2008. Hij heeft ook in de raad van bestuur gezeten van de Pacific Vascular Research Foundation in South San Francisco. Jon heeft tevens deel uitgemaakt van het bestuur van het Buck Institute For Age Research.